# Briesen (Mark)
För andra betydelser, se Briesen.
Briesen (Mark) är en kommun och ort i östra Tyskland, belägen omkring 20 km väster om den polska gränsen vid Frankfurt an der Oder och 70 km öster om Berlin.  Kommunen är administrativt säte för kommunalförbundet Amt Odervorland, där även kommunerna Berkenbrück, Jacobsdorf och Steinhöfel ingår.

## Kommunikationer
Orten ligger vid motorvägen A12 (Berlin - Frankfurt (Oder)).
Briesen har även en järnvägsstation på järnvägen mellan Berlin och Frankfurt (Oder) där regionalexpresståg i riktning mot Berlin och Magdeburg respektive Frankfurt (Oder) och Eisenhüttenstadt stannar.